# Nuno Bettencourt

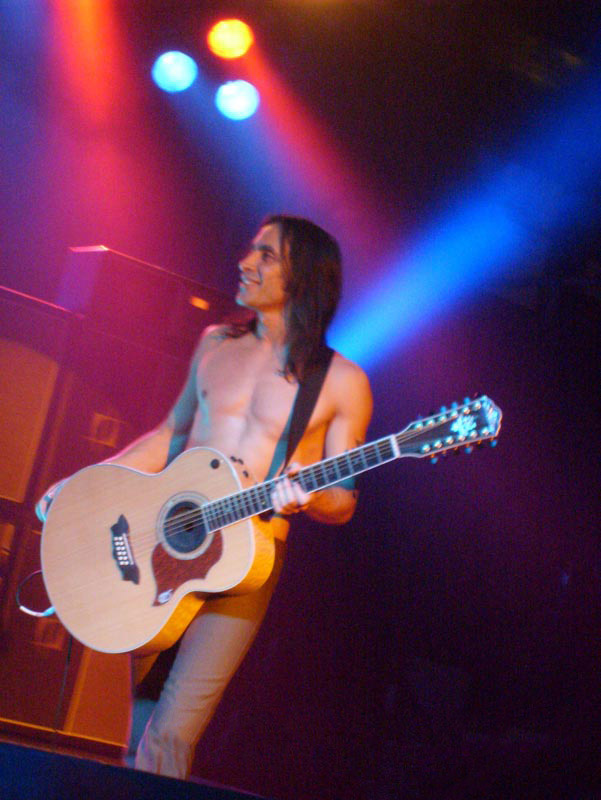
Nuno Bettencourt, 2008

Nuno Duarte Gil Mendes Bettencourt (* 20. September 1966 in Praia da Vitória auf der zu den Azoren gehörenden Insel Terceira) ist ein portugiesischer Gitarrist. Bettencourt ist Gitarrist der Funk-Metal-Gruppe Extreme, außerdem als Studiogitarrist für verschiedene Künstler tätig und betätigt sich als Komponist.

## Leben und Werk
Nuno Bettencourt ist gebürtiger Portugiese. Seine Eltern zogen in die Vereinigten Staaten nach Hudson (Massachusetts), als er vier Jahre alt war.
1985 wurde Bettencourt Gitarrist der in Boston gegründeten Band Extreme. Der 1990 veröffentlichte Titel More Than Words (komponiert mit Gary Cherone) wurde in den USA ein Nummer-1-Hit und verkaufte sich auch weltweit gut. Die Band konnte später aber nicht mehr an diesen Erfolg anknüpfen. Nachdem der Sänger der Band, Gary Cherone, zur Gruppe Van Halen gewechselt war, startete Bettencourt sein Soloprojekt NUNO. Das Album Schizophonic erhielt gute Kritiken, war aber kein großer kommerzieller Erfolg. Bettencourt gründete 1997 die Gruppe Mourning Widows. Das Album wurde in Japan ein Erfolg und verkaufte sich im ersten Monat 45.000 Mal.
Beeinflusst wurde Bettencourt nach seinen eigenen Angaben von den Gitarristen Eddie Van Halen, Al Di Meola, Yngwie Malmsteen, Brian May (von Queen) und Neal Schon (von Journey), sowie musikalisch vor allem von The Beatles, Brahms, Johann Sebastian Bach und Paganini. Er gilt seinerseits als einer der besten Rockgitarristen.
Der von Bettencourt für die Band Tantric geschriebene Titel Hey Now konnte 2004 den achten Platz in den US-Hot-Mainstream-Rock-Charts erreichen.
Bettencourt war Tourgitarrist für die Sängerin Rihanna auf ihrer Last Girl on Earth Tour (2010/11), der Loud Tour (2011) und ihrer Diamonds World Tour (2013).

## Trivia
- Anfang der 1990er-Jahre hatte Nuno Bettencourt einen Cameo im Videoclip von John Melendez (Stuttering John) zu I'll Talk My Way Out Of It (neben Gene Simmons und Sting).
- In der Serie How I Met Your Mother trat Bettencourt mit der Serienfigur Marshall auf und parodierte den Titel More Than Words.

## Zusammenarbeit mit Washburn-Guitars
Der US-amerikanische Instrumentenhersteller Washburn Guitars hat für Bettencourt eine eigene Gitarrenlinie gestaltet. Der Gitarrenkorpus ist aus Erle gefertigt. Der Hals ist aus Ahorn und besitzt ein Ebenholz-Griffbrett. Die Tonabnehmer werden von Seymour Duncan und Bill Lawrence hergestellt. Die Gitarren sind mit einem in Deutschland gefertigten Tremolosystem von Floyd Rose der Firma Schaller ausgestattet.

## Diskografie

### Mit der Gruppe Extreme

#### Studioalben
- 1989: Extreme
- 1990: Extreme II Pornograffitti – A Funked Up Fairytale
- 1992: III Sides to Every Story – Yours, Mine and the Truth
- 1995: Waiting for the Punchline
- 2008: Saudades de Rock
- 2023: Six

#### Livealben
- 2010: Take us Alive

#### Kompilationen
- 1998: Best of Extreme – An Accidental Collocation of Atoms?
- 2002: 20th Century Masters (Best Of)
- 2002: Hole Hearted Collection (Best Of)

#### Singles & EPs
- 1989: Little Girls
- 1989: Kid Ego
- 1989: Mutha (Don’t Wanna Go to School Today)
- 1991: Decadence Dance
- 1991: Get the Funk Out
- 1991: Extragraffitti (EP)
- 1991: More Than Words
- 1991: Hole Hearted
- 1992: Song for Love
- 1992: Rest in Peace
- 1992: Stop the World
- 1993: Tragic Comic
- 1995: Hip Today
- 1995: Cynical
- 1996: Running Gag (EP)
- 2019: Sideways (Live in China)
- 2023: Rise

### Als SolokünstlerNUNO
- 1997: Schizophonic

### Mit anderen Künstlern
Jim Gilmore
- 1990: Putting Back The Rock

Janet Jackson
- 1990: Black Cat

Dweezil Zappa
- 1991: Confessions

Robert Palmer
- 1994: Honey

Mourning Widows
- 1998: Mourning Widows
- 2000: Furnished Souls For Rent

Population 1
- 2002: Population 1
- 2004: Sessions From Room 4 EP

DramaGods
- 2005: Love

Arashi
- 2006: Runaway Train

Satellite Party
- 2007: Ultra Payloaded

Anthology
- Guitars That Rule the World Vol.1 (1992)

Generation Axe
- 2019: Sideways

### Filmmusiken
- 1993: Super Mario Bros.
- 2005: How I Met Your Mother
- 2008: Smart People (Original Motion Picture Soundtrack)